# Abu-l-Hajjaj I
Abu-l-Hajjaj (I) ibn Abi-Hammú o, més senzillament, Abu-l-Hajjaj I fou emir abdalwadita de Tlemcen durant deu mesos (vers març de 1393 - desembre 1393)
Va adoptar mesures enèrgiques per fer-se obeir i va consolidar la seva posició internacional rebent els ambaixadors. Els marínides li van arrabassar una part del país que consideraven havia de ser pel seu germà Abu-Zayyan II i finalment aquest el va derrocar. Es va refugiar amb els Beni Hamer i el nou emir (sultà) va enviar un sicari que el va matar (1394).